# Алек Ван Горенбек
А́лек Ван Го́ренбек (нід. Alec Van Hoorenbeeck; нар. 30 грудня 1998, Мортсел) — бельгійський футболіст, захисник нідерландського клубу «Твенте».

## Клубна кар'єра
Почав займатися футболом в командах «Контіч» та «Беєрсхот», звідки 2014 року перейшов до академії «Мехелена». 2018 року переведений до першої команди «Мехелена». 28 січня 2019 року підписав з клубом контракт до червня 2020 року. 24 серпня 2019 року дебютував за основний склад «Мехелена» в матчі Ліги Жупіле проти «Остенде», вийшовши в стартовому складі.
В січні 2020 року на правах оренди відправився в «Гейст». Влітку того ж року відправився в сезонну оренду в нідерландський «Гелмонд Спорт». 29 серпня в матчі проти ТОП Осс дебютував в Еерстедивізі. 6 жовтня в поєдинку проти «Камбюра» забив свій перший гол за «Гелмонд Спорт».
Розпочав сезон 2023–24 в «Мехелені», втім вже 14 серпня 2023 року перейшов на правах оренду в нідерландський «Твенте» до кінця сезону з опцією викупу. 23 серпня дебютував за «Твенте» в матчі кваліфікації Ліги конференцій УЄФА проти турецького «Фенербахче», вийшовши на заміну Сему Стейну. 3 вересня в поєдинку против «Волендама» дебютував в Ередивізі, замінивши Юрі Регера. 29 березня 2024 року «Твенте» скористався умовою викупу, підписавши контракт з футболістом до 2026 року з опцією продовження ще на один рік.
6 серпня 2024 року дебютував у Лізі чемпіонів УЄФА в матчі кваліфікації проти австрійського клубу «Ред Булл» (Зальцбург). 10 серпня в матчі Ередивізі проти клубу НЕК забив свій перший гол за «Твенте», який приніс перемогу команді (2–1). 13 серпня в поєдинку-відповіді Ліги чемпіонів відзначився у воротах «Ред Булла», забивши свій перший гол в єврокубках.

## Статистика виступів
Станом на 18 травня 2025
| Клуб              | Сезон             | Чемпіонат               | Чемпіонат | Чемпіонат | Кубок | Кубок | Єврокубки | Єврокубки | Інші  | Інші | Всього | Всього |
| Клуб              | Сезон             | Дивізіон                | Матчі     | Голи      | Матчі | Голи  | Матчі     | Голи      | Матчі | Голи | Матчі  | Голи   |
| ----------------- | ----------------- | ----------------------- | --------- | --------- | ----- | ----- | --------- | --------- | ----- | ---- | ------ | ------ |
| Мехелен           | 2019–20           | Ліга Жупіле             | 1         | 0         | 0     | 0     | —         | —         | 0     | 0    | 1      | 0      |
| → Гейст           | 2022–23           | Національний дивізіон 1 | 7         | 0         | 0     | 0     | —         | —         | 0     | 0    | 7      | 0      |
| → Гелмонд Спорт   | 2020–21           | Еерстедивізі            | 38        | 3         | 1     | 0     | —         | —         | 0     | 0    | 39     | 3      |
| Мехелен           | 2021–22           | Ліга Жупіле             | 17        | 0         | 2     | 0     | —         | —         | 0     | 0    | 19     | 0      |
| Мехелен           | 2022–23           | Ліга Жупіле             | 26        | 0         | 5     | 0     | —         | —         | 0     | 0    | 31     | 0      |
| Мехелен           | 2023–24           | Ліга Жупіле             | 3         | 0         | 0     | 0     | —         | —         | 1     | 0    | 4      | 0      |
| Мехелен           | Всього            | Всього                  | 46        | 0         | 7     | 0     | 0         | 0         | 0     | 0    | 53     | 0      |
| → Твенте          | 2023–24           | Ередивізі               | 16        | 0         | 0     | 0     | 1         | 0         | 0     | 0    | 17     | 0      |
| Твенте            | 2024–25           | Ередивізі               | 19        | 2         | 2     | 1     | 7         | 1         | 0     | 0    | 28     | 4      |
| Твенте            | Всього            | Всього                  | 35        | 2         | 2     | 1     | 7         | 1         | 0     | 0    | 45     | 4      |
| Всього за кар'єру | Всього за кар'єру | Всього за кар'єру       | 127       | 5         | 10    | 1     | 8         | 1         | 1     | 0    | 146    | 7      |

1. ↑  Матчі в Суперкубку Бельгії
2. ↑  Матчі в Лізі конференцій УЄФА
3. ↑  2 матчі в Лізі чемпіонів УЄФА, 4 матчі у Лізі Європи УЄФА